# Franz Doppler

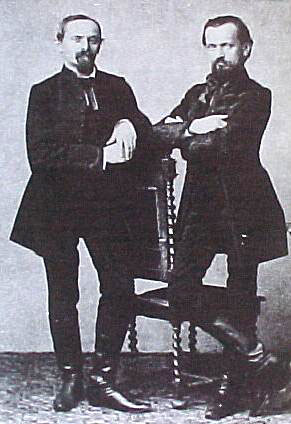
Franz y Karl Doppler.

Albert Franz Doppler (Lemberg, Imperio austríaco, 16 de octubre de 1821 - Baden bei Wien, Austria, 27 de julio de 1883) fue un virtuoso de la flauta y un compositor conocido sobre todo por su música para este instrumento.  Escribió una ópera en alemán y varias en húngaro que fueron estrenadas en Budapest con notable éxito. Su música para ballet también gozó de popularidad en la época.

## Biografía
Nacido en Ukrania, en Lemberg, actualmente L'vov, (Austria) el 16 de octubre de 1821, fue el mayor de los dos hermanos Doppler, ambos flautistas y compositores. Hacia 1830 la familia se traslada a Hungría. El padre, Joseph Doppler, compositor y primer oboe del teatro de Varsovia, le impartió lecciones de flauta.
Se negó durante toda su vida a tocar con la flauta de Böhm, prefiriendo hacerlo con la del francés y rival de Böhm, Tulou.
Debutó triunfalmente en Viena a los 13 años y realizó giras de conciertos por Europa con su hermano cuatro años menor, Karl, logrando impresionantes éxitos. 
En 1838 obtuvo la plaza de flauta solista del Teatro Alemán de Pest, en el que permaneció hasta 1845.
Simultáneamente, formó parte desde 1841 del Teatro Nacional Húngaro de la misma ciudad, en el que tocaba también su hermano Karl. 
Estrenó triunfalmente la primera de sus seis óperas, Benyovski, en 1847.
En 1853 colabora con Karl en la fundación de la Sociedad Filarmónica de Pest, bajo la dirección de Ferenc Erkel.
Con destino a los recitales que dio con su hermano Karl escribió solo o en colaboración con él una serie de piezas para dos flautas de carácter virtuoso. Ambos actuaron en toda Europa, actuando en la corte de Wiemar (donde conocieron a Franz Liszt) en 1854 y en Londres en 1856.
En 1858 se establece en Viena donde es contratado como solista de flauta de la ópera y segundo director del ballet. Más tarde seria nombrado director principal de la ópera y en 1865 profesor de flauta del conservatorio de Viena. 
Murió en la ciudad de Baden cerca de Viena el 27 de julio de 1883

## Obra
La mayoría de sus composiciones buscan reflejar aires húngaros. 
Su orquestación de las Rapsodias húngaras de Liszt le valió una notable reputación. Autor de bastantes obras para flauta, compuso igualmente 6 óperas y 15 ballets. 
- Judith (su única ópera en alemán)
- Benyovsky.
- Aris Valaques Op. 10 para flauta y piano
- Berceuse Op. 15; Mazurka Op. 16; Nocturne Op. 17 para flauta y piano
- Concert-paraphrase sur des motifs de l'ópera “Die Verschworenen” de Schubert, D. 787 para dos flautas y piano Op. 18
- Nocturne Op. 19 para flauta, violín, trompa y piano
- Chansos d'amour Op. 20, air varié para flauta y piano
- L'Oiseau des bois, Op. 21, Idilio para flauta y cuatro trompas o armonium
- Souvenir de Prague Op. 24 sur de motifs bohémiens para dos flautas y piano ( con la colaboración de su hermano Karl) Dedicado a Joseph Nicloas Kovacich de Senkovitz
- Andante et Rondo Op. 25 para 2 flautas y piano. Dedicado a S. Negovetich
- Fantasía Pastoral húngara Op. 26 para flauta y piano.Dedicada a Alexandre Nikolits, profesor del conservatorio de Pest (Hungría)
- Valse di bravura Op.33 para dos flautas y piano (con la colaboración de su hermano Karl) Dedicado a Maurice Fürstenau, miembro de la capilla Real de Dresde.
- Souvenir du Rigi Op. 34, Idylle para flauta, trompa, campanita en do y piano. Dedicado al Doctor Grünhut.
- Fantasie sur des motifs hongrois Op. 35 para 2 flautas y piano (con la colaboración de su hermano Karl)
- Concierto para dos flautas y orquesta en Re menor Op. 35
- DuettinoHongrois Op. 36 para 2 flautas y piano
- Duettino sur des motifs americans Op. 37 para flauta, violín y piano
- Rigoletto-Fantasie Op.38 para 2 flautas y piano (con la colaboración de su hermano Karl).

1 (1810-1893) Compositor húngaro, considerado como el padre de la ópera de su país y autor de su himno nacional.